# 樺木溪 (阿拉斯加州)
樺木溪（英語：Birch Creek）是位於美國阿拉斯加州育空-科尤庫克人口普查區的一個人口普查指定地區。根據2010年美國人口普查，該地共人口33人，而該地的面積約為16.60平方千米。

## 地理
樺木溪的座標為66°15′24″N 145°48′55″W / 66.25667°N 145.81528°W，而該地的平均海拔高度為359米（即1178英尺）。